# DC Super Hero Girls
DC Super Hero Girls là 1 bộ phim hoạt hình truyền hình của Mỹ được phát triển bởi Lauren Faust và được sản xuất bởi Warner Bros. Animation. Dựa trên web series và nhượng quyền thương mại cùng tên, phim được công chiếu vào ngày 8 tháng 3 năm 2019, với một tập đặc biệt dài 1 giờ.
Bộ phim kể về cuộc phiêu lưu của các nữ siêu anh hùng trong vũ trụ "siêu anh hùng DC" trong phiên bản tuổi teen bao gồm:Nữ thần chiến binh, Cô gái dơi, Bumblebee, Nữ siêu nhân,  Nữ đèn lòng xanh và Zatanna. Tất cả họ đều là học sinh tại trường trung học Metropolis.

## Quá trình sản xuất
Lauren Faust (cô là chủ nhân của DC Super Hero Girls cũ) đã bán bản quyền lại cho Warner Bros. cô đã phát triển lại DC Super Hero Girls (cũ) thành một bộ phim truyền hình mới. Mang tên DC Super Hero Girls (mới) được công bố vào tháng 5 năm 2017. Không lâu sau đó, những hình ảnh về cách tạo hình của các nhân vật đã được công bố trên các trang mang chính thức của chương trình. Tạo hình này được tạo bởi "studio (Jam Filled Entertainment)" từ Canada và "Boulder Media" của "Hasbro" từ Ireland.
Natalie Wetzig, đạo diễn của DC Super Hero Girls, đã đề cập đến mùa thứ hai của chương trình trong một cuộc phỏng vấn tại Lễ trao giải Annie 2020. 
Không lâu sau đó, cô đã nói rõ mùa 2 sẽ phát sóng trong khoảng thời gian tới, tức nữa năm kể từ khi tập cuối của mùa 1 phát sóng xong. Đồng điều hành sản xuất của bộ phim là Amanda Rynda cho biết đoàn phim đang "giới thiệu rất nhiều nhân vật phản diện mới và thúc đẩy các mạch truyện mới" cho phần 2.
Vào ngày 1 tháng 11 năm 2021, Nicole Sullivan tiết lộ trên Instagram của cô ấy rằng cô ấy đã hoàn thành những tập cuối cùng của phần 2 trong "DC Super Heros Girl".

## Diễn viên lồng tiếng
Chương trình tập trung vào 6 nữ siêu anh hùng tuổi teen với danh tính bí mật:
- Công chúa Diana/Wonder Woman
  - Lồng tiếng bởi Grey Griffin
- Barbara "Babs" Gordon/Batgirl
  - Lồng tiếng bởi Tara Strong
- Kara Danvers/Supergirl
  - Lồng tiếng bởi Nicole Sullivan
- Zee Zatara/Zatanna
  - Lồng tiếng bởi Kari Wahlgren
- Jessica Cruz/Green Lantern
  - Lồng tiếng bởi Myrna Velasco
- Karen Beecher/Bumblebee
  - Lồng tiếng bởi Kimberly Brooks

Sáu cô gái gặp nhau tại Metropolis High School và thành lập một đội siêu anh hùng được mệnh danh là "Những cô gái siêu anh hùng".
Chương trình kể về những câu chuyện tuổi mới lớn của các Cô gái Siêu anh hùng, giải quyết những lựa chọn và quyết định của họ về danh tính siêu anh hùng và danh tính bí mật của họ. Chương trình tập trung vào hài kịch thể chất, cốt truyện xúc động và một bộ sưu tập lớn các nhân vật phản diện.

## Danh sách Tập phim
```
naosano:-!boa)- &:ja
```

Saidvamdoabd

## Trò chơi điện tử
| Tên game                        | Nền tảng        | Ngày phát hành     | Ref.          |
| ------------------------------- | --------------- | ------------------ | ------------- |
| DC Super Hero Girls Blitz       | iOS, Android    | 8 thánh 8 năm 2019 | [ 10 ]        |
| DC Super Hero Girls: Teen Power | Nintendo Switch | 4 tháng 6 năm 2021 | [ 11 ] [ 12 ] |

- DC Super Hero Girls Blitz — Budge Studios đã tạo DC Super Hero Girls trò chơi di động cho các thiết bị Android và iOS, được phát hành vào ngày 8 tháng 8 năm 2019.[13] Đây là một bộ sưu tập các trò chơi nhỏ với độ khó tăng dần theo tốc độ có các nữ anh hùng chính trong chương trình, nhưng một số trò chơi nhỏ cần được mua riêng từng nữ anh hùng để mở khóa các trò chơi nhỏ đó.
- DC Super Hero Girls: Teen Power — Một trò chơi Nintendo Switch do Nintendo xuất bản vào ngày 4 tháng 6 năm 2021[11][12]

## Lego DC super heros Girl
LegoDC Super Hero Girls là Chủ đề Lego dựa trên nhượng quyền thương mại DC Super Hero Girls. Nó được cấp phép từ DC Comics và Warner Bros. Animation. Chủ đề này được giới thiệu lần đầu tiên vào năm 2016. Dòng đồ chơi đi kèm với một số quần đùi, một chương trình truyền hình đặc biệt và các bộ phim dựa trên Lego DC Super Hero Girls. Chủ đề Lego DC Super Hero Girls đã ngừng sản xuất vào cuối năm 2018.